# Curtea de Apel Pitești
Curtea de Apel Pitești este una din cele 16 curți de apel din România.

## Competența teritorială
- județul Argeș
- județul Vâlcea

## Secții
- Secția I civilă
- Secția II civilă, de contencios administrativ și fiscal
- Secția penală

## Istoric
În luna iulie 1992, în conformitate cu Legea nr. 92/1992, s-a inființat Curtea de Apel Pitești, instanță superioară de judecată, având sediul în clădirea Tribunalului Argeș. Actuala clădire a funcționat ca tribunal din anul 1892 până în 1946.